# Komórka prokariotyczna

Schemat budowy komórki prokariotycznej:
1 – kapsuła, 2 – ściana komórkowa,
3 – błona komórkowa, 4 – cytoplazma,
5 – rybosomy, 6 – mezosom, 7 – DNA, 8 – wić

Komórka prokariotyczna – komórka złożona z otaczającej ściany i błony komórkowej oraz cytoplazmy.
Wszystkie organizmy prokariotyczne są jednokomórkowe. W przeciwieństwie do komórek eukariotycznych, nie posiadają jądra komórkowego – jego funkcję zastępuje nukleoid, czyli obszar nieograniczony błoną od cytoplazmy, w którym znajduje się materiał genetyczny w postaci chromosomu bakteryjnego (nukleoid). Oprócz tego, komórka prokariotyczna zawiera: rybosomy, wakuole (zazwyczaj), pilusy (pile) i ewentualnie także wici oraz fimbrie.
Komórki te nie mogą się dzielić mitotycznie ani mejotycznie. Rozmnażają się przez prosty podział komórki (amitoza). Do komórek prokariotycznych należą komórki bakterii (w tym sinic) oraz archeonów.